# Cinema (canal de televisão mexicano)
Cinema é um canal de televisão por assinatura mexicano, dedicado exclusivamente ao cinema clássico.

## História
O canal iniciou suas transmissões em 5 de maio de 2015, especializando-se na veiculação de cinema clássico, que possui um catálogo de filmes veiculados dos anos 1930 aos anos 2000.
O objetivo do canal é resgatar material audiovisual, do qual o telespectador sabe tudo sobre a época de ouro.

## Lançamento
No Brasil, o canal de televisão foi lançado em 2019 no serviço de IPTV Guigo TV.